# Poecilostreptus palmeri
La tangara grisdorada  (Poecilostreptus palmeri), también denominada tangara doradagrís (en Panamá y Ecuador), tángara o tangará platinada (en Colombia) o tángara gris y dorada, es una especie de ave paseriforme de la familia Thraupidae, una de las dos pertenecientes al  género Poecilostreptus, anteriormente situada en Tangara. Es nativa del este de América Central y del noroeste de América del Sur.

## Distribución y hábitat
Se distribuye de forma local en Panamá (provincia de Panamá y Darién), y a lo largo de la pendiente del Pacífico de la cordillera de los Andes desde el norte de Colombia (Chocó) hasta el noroeste de Ecuador (Pichincha).
Esta especie es considerada poco común en sus hábitats naturales: el dosel y los bordes de selvas húmedas de tierras bajas y de estribaciones montañosas, entre  los 300 y 1100 m de altitud.

## Sistemática

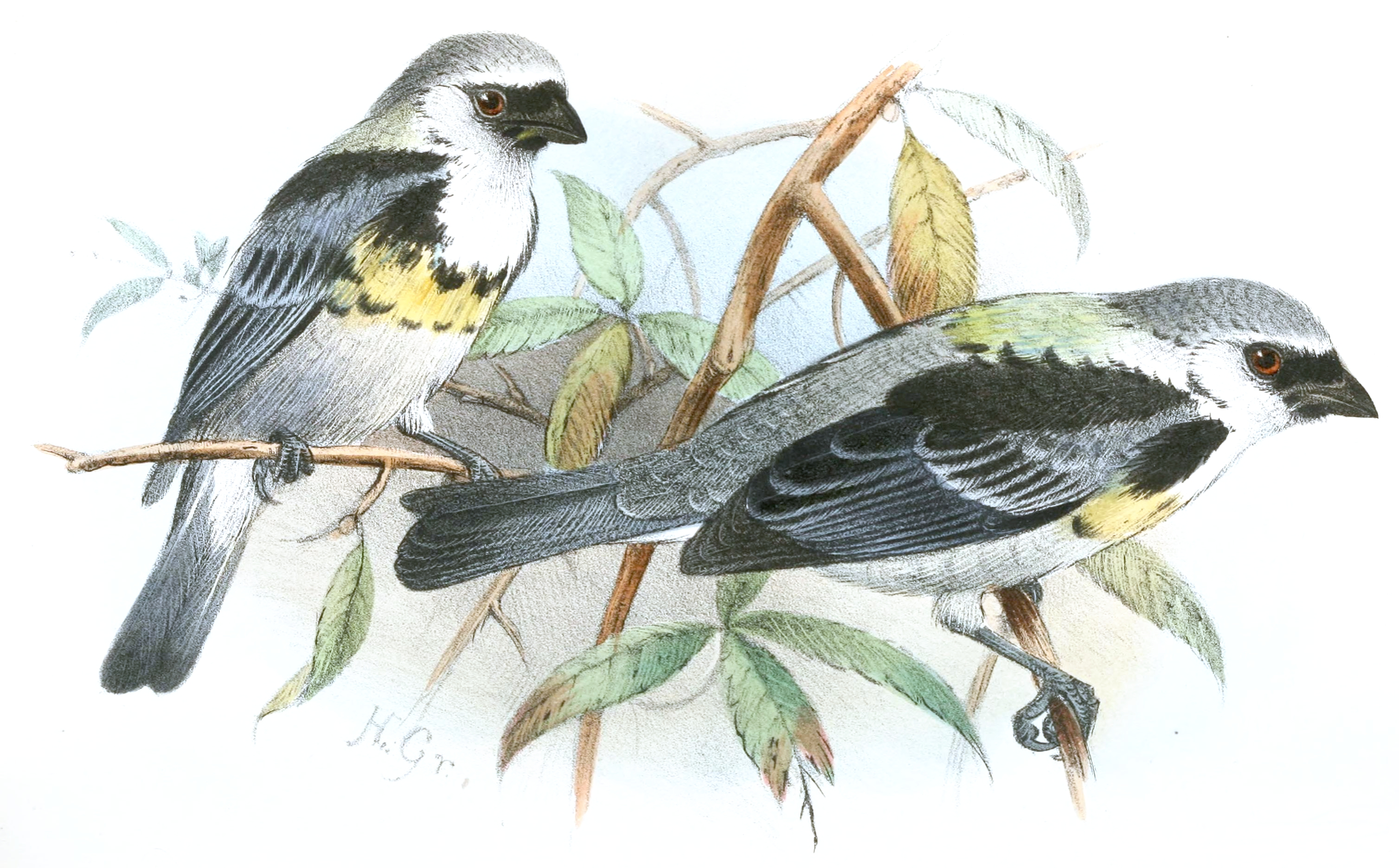
Calospiza palmeri = Poecilostreptus palmeri, ilustración de Henrik Grönvold en The Ibis, 1910.

### Descripción original
La especie P. palmeri fue descrita por primera vez por el ornitólogo austríaco Carl Eduard Hellmayr en 1909 bajo el nombre científico Calospiza palmeri; su localidad tipo es: «Río Sipí, Chocó, Colombia».

### Etimología
El nombre genérico masculino Poecilostreptus se compone de la palabras griegas «ποικίλος poikilos»: punteado, moteado, y «στρεπτός streptos»: collar; en referencia al patrón de motas negras a lo ancho del pecho característico de las especies; y el nombre de la especie «palmeri» conmemora al naturalista y colector británico Mervyn George Palmer (1882–1955).

### Taxonomía
Varios estudios filogenéticos recientes demostraron que el entonces ampliamente definido género Tangara era polifilético. Para las especies entonces denominadas Tangara palmeri y T. cabanisi, que quedaban aisladas de las llamadas «tangaras verdaderas», Burns et al. (2016) propusieron  un nuevo género Poecilostreptus. El Comité de Clasificación de Sudamérica (SACC), en la propuesta N° 730 parte 20 aprobó este cambio, en lo que fue seguido por el Congreso Ornitológico Internacional (IOC) y Clements checklist/eBird. Otras clasificaciones como Aves del Mundo (HBW) y Birdlife International (BLI) continúan a tratar a las dos especies con su nombre anterior. Es monotípica.